# Dagilėlis

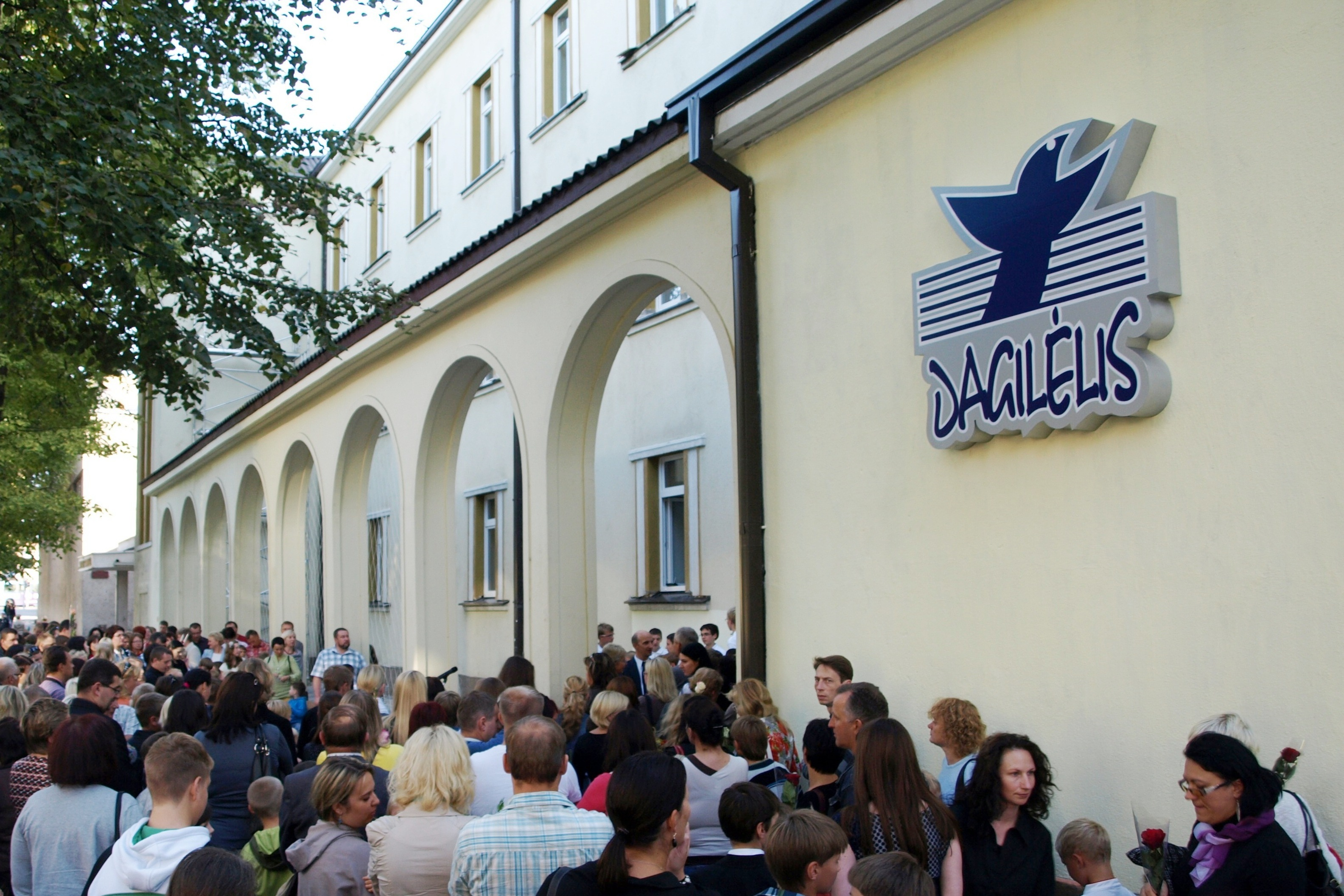
Dagilėlis, Feier des neuen Schuljahres (2011)

Dagilėlis ist ein Knaben- und Jugendchor und eine Gesang-Schule in Šiauliai, Litauen.

## Geschichte
1990 wurde der Chor von Remigijus Adomaitis und 1999 die Musikschule gegründet. Hier lernen 300 Jungen von 4 bis 18 Jahren. Es gibt 32 Mitarbeiter, davon 25 Musiker (Lehrer und Konzertmeister).
Der Chor hatte Konzerte in den USA, Deutschland, Italien, der Schweiz, Frankreich, Spanien, Russland, Polen, Estland, Tschechien (Festival „Mundi cantat“) und Belarus.
2010 belegte der Chor den 1. Platz im 9. Europäischen Wettbewerb und Festival von „Giuseppe Zelioli“.
2007 bekam er den Grand Prix im Festival der Sakralmusik „Cantate Domino“.

## Diskografie
- Melsvosios Ugnies Paukštė (CD, Album), 2006
- „Three Kings of Orient“ (CD), mit Gintarė Skėrytė, 2008